# Deathmatch

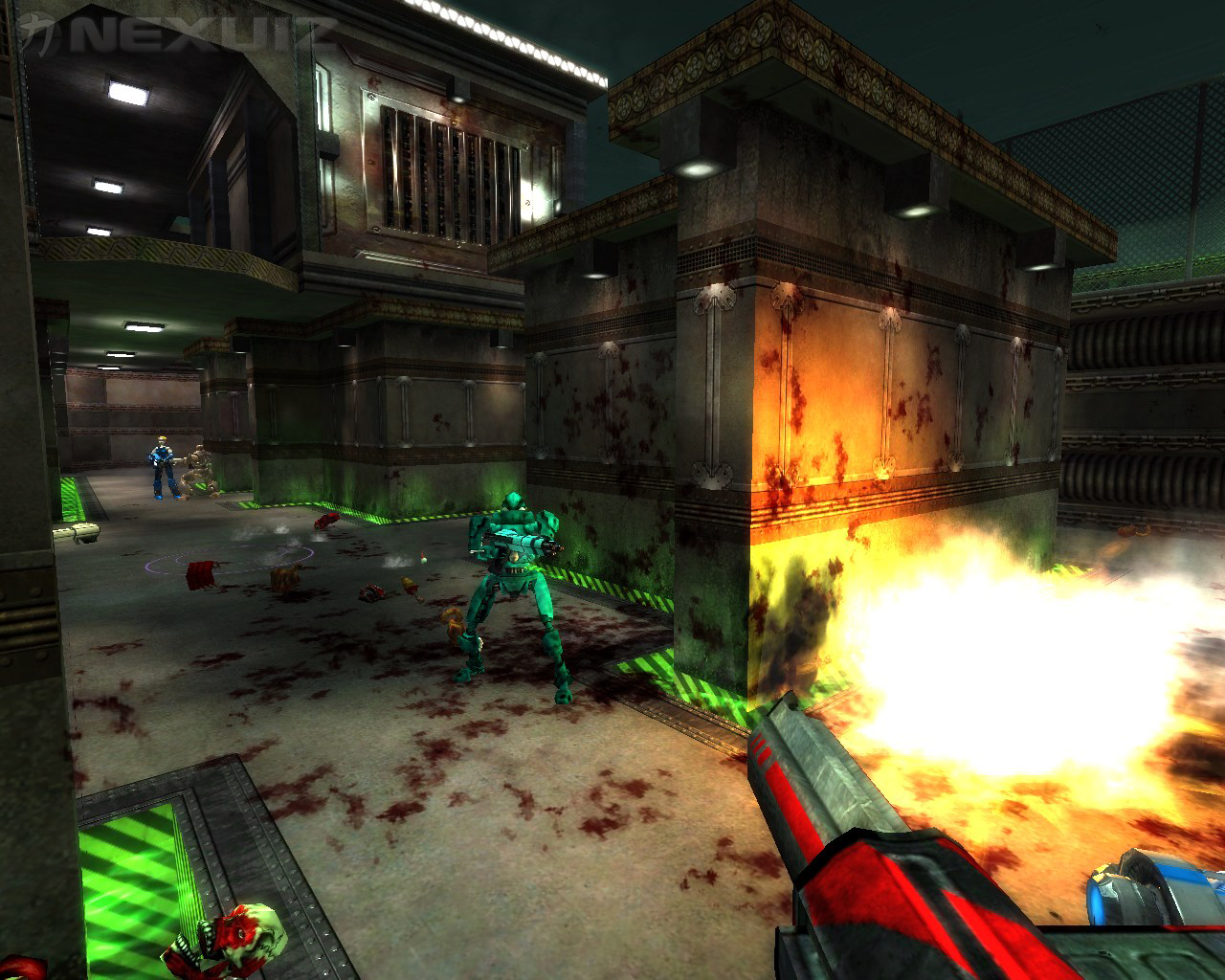
Nexuiz.

De term deathmatch (veelal afgekort als DM of PVA (Player versus all) omschrijft het tegen elkaar spelen in een computerspel, meestal via een netwerk of het internet, waarbij het doel voor iedere speler is om de andere spelers uit te schakelen.

## Oorsprong
De term komt oorspronkelijk uit het destijds omstreden FPS-spel Doom van id Software. Dit spel was een van de eerste spellen dat een multiplayer modus had en dus spelers de mogelijkheid gaf om tegen elkaar te spelen. Deze optie noemde men deathmatch, en deze term is blijven hangen.

## Varianten
Na verloop van tijd zijn er naast deathmatch vele andere multiplayerspelvormen ontwikkeld, zoals:
- Cooperative (Co-op): de spelers spelen samen tegen computergestuurde tegenstanders.
- Team Deathmatch: de spelers worden onderverdeeld in teams, en leden van het ene team moeten zo veel mogelijk leden van het andere team uitschakelen.
- Capture the flag: twee teams doen hun best om elkaars vlag naar de eigen 'base' te krijgen.
- King of the Hill: de speler die in totaal het langst een bepaald punt in bezit heeft gehouden, wint.
- Domination: er zijn verschillende controleposten die de speler voor zijn team moet veroveren en die kunnen dan weer ingenomen worden door de vijand.